# Notaris
Notaris (лат.) — род жуков из семейства брахицерид (Brachyceridae).

## Описание
Постментальные хеты отсутствуют. Головотрубка сверху пунктированная с гладкой средней линией, без килей. Промежуток между основаниями девятой и десятой бороздок надкрылий немного больше, чем между их вершинами. Латеральные части брюшных стернитов (в покое прикрыты надкрыльями) в редких волосках, не серебристо-блестящие. Голени без явственных шпор.